# Guardamar del Segura
Guardamar del Segura és un municipi del País Valencià que forma part de la comarca del Baix Segura. Es troba a la gola del Segura que hi desemboca a la Mediterrània. El centre històric es troba a uns dos quilòmetres al sud de la gola del riu. El municipi és el límit sud del domini lingüístic del català. La composició lingüística actual és diversa, especialment per la presència de residents de la tercera edat de tot Europa, els quals habiten, principalment, en urbanitzacions enfora del nucli històric. Així, l'any 2010, un 40% de la població del municipi és de nacionalitat estrangera. Gairebé la meitat d'aquest col·lectiu són britànics (+15%), seguits d'escandinaus (+5%), alemanys (+4%) i altres nacionalitats diverses amb gairebé un 10% de països diversos de l'est d'Europa.
Així, el cens lingüístic al padró poblacional de 1991 declarava un 41% de valencianoparlants que va baixar al 25% al cens del 2001 pel creixement d'aquesta immigració. La realitat interna és que el valencià encara supera el 50% als carrers tradicionals del poble, mentre vora un 40% dels xiquets en preescolar fan "l'ensenyament en valencià" per desig dels pares; la qual cosa dona una imatge molt més realista de la situació del valencià a l'únic municipi del Baix Segura on el valencià ha arribat al segle XXI a la comarca més meridional del País Valencià. L'ús social al carrer, però, és baix i no es correspon al coneixement del valencià com passa a la major part del territori catalanoparlant, la qual cosa es veu agreujada a Guardamar per la seva situació fronterera i la procedència lingüística diversa esmentada més amunt. D'altra banda, cal dir que la població supera els 80.000 habitants al ple de l'estiu amb un fenomen compartit amb les destinacions turístiques costaneres valencianes.
El terme municipal abasta els 38,1 km². Una bona manera de conèixer-lo és passejant per les tres rutes senderistes que el travessen: la de les Dunes —al llarg del litoral, i que dona l'oportunitat de conèixer les platges guardamarenques—, la llacuna de la Mata i la del riu Segura. Al seu terme municipal es troba la pineda de Guardamar, la gola del Segura des d'on desemboca al Mediterrani -amb les restes fenícies més importants de la península Ibèrica i la presència d'una Ràbita califal islàmica del segle x, com també les restes ibèriques on es va trobar la Dama de Guardamar i nombrosos jaciments arqueològics per la seva situació privilegiada.
El 2009 hi havia uns 16.600 habitants. Les principals activitats són el turisme i la construcció. També ho són l'horticultura (actualment en retrocés) i la pesca, tradicionalment dedicada als llagostins i les angules, amb una flota d'alta mar que s'ha vist molt minvada en la darrera generació. El riu Segura ha estat recuperat ecològicament en els darrers anys després d'un període en què la contaminació i la irregularitat del cabal del Segura posés en perill la biodiverstat a la gola del riu. La indústria principal és la fabricació de bateries per a automòbils. També hi ha importants piscifactories enfront de la costa guardamarenca.

## Geografia
El cas de la localització comarcal guardamarenca és tema de controvèrsia. Guardamar pertany administrativament a la comarca del Baix Segura, coneguda històricament com l'Horta d'Oriola.
Guardamar no va patir la substitució lingüística del català pel castellà que es va donar a la resta de la comarca més meridional de l'antic Regne de València entre 1650-1750. Fins a 1960 la llengua hegemònica era el català local: valencià de Guardamar o guardamarenc. Dialectològicament és una prolongació del contínuum lingüístic del català amb la comarca del Baix Vinalopó al nord. El Baix Vinalopó és el nom actual que rep la comarca tradicional coneguda com el Camp d'Elx, amb capitalitat a la ciutat d'Elx. De fet, Guardamar fita al nord amb la pedania elxana catalanoparlant de La Marina del Pinet i les relacions amb Elx han estat molt intenses al llarg dels segles. Entre els anys 1940-1970 l'emigració guardamarenca es dirigia fonamentalment a les ciutats d'Elx i de Barcelona, per la qual cosa els lligams amb aquestes dues ciutats són encara intensos en haver tornat molts guardamarencs d'aquestes ciutats o mantenir-hi lligams familiars. Fins als anys 1970 era molt habitual que els guardamarencs anaren a Elx (23 km) a estudiar el batxillerat per no haver-hi Institut en el municipi. Posteriorment, passaren a l'institut de Torrevella i actualment estudien a l'institut les Dunes de Guardamar dintre de la població. Les relacions amb la ciutat d'Alacant (35 km) han sigut intenses, com també amb Santa Pola (17 km). La capital històrica comarcal, Oriola, queda a 25 km a ponent seguint el curs del Segura.

## Història

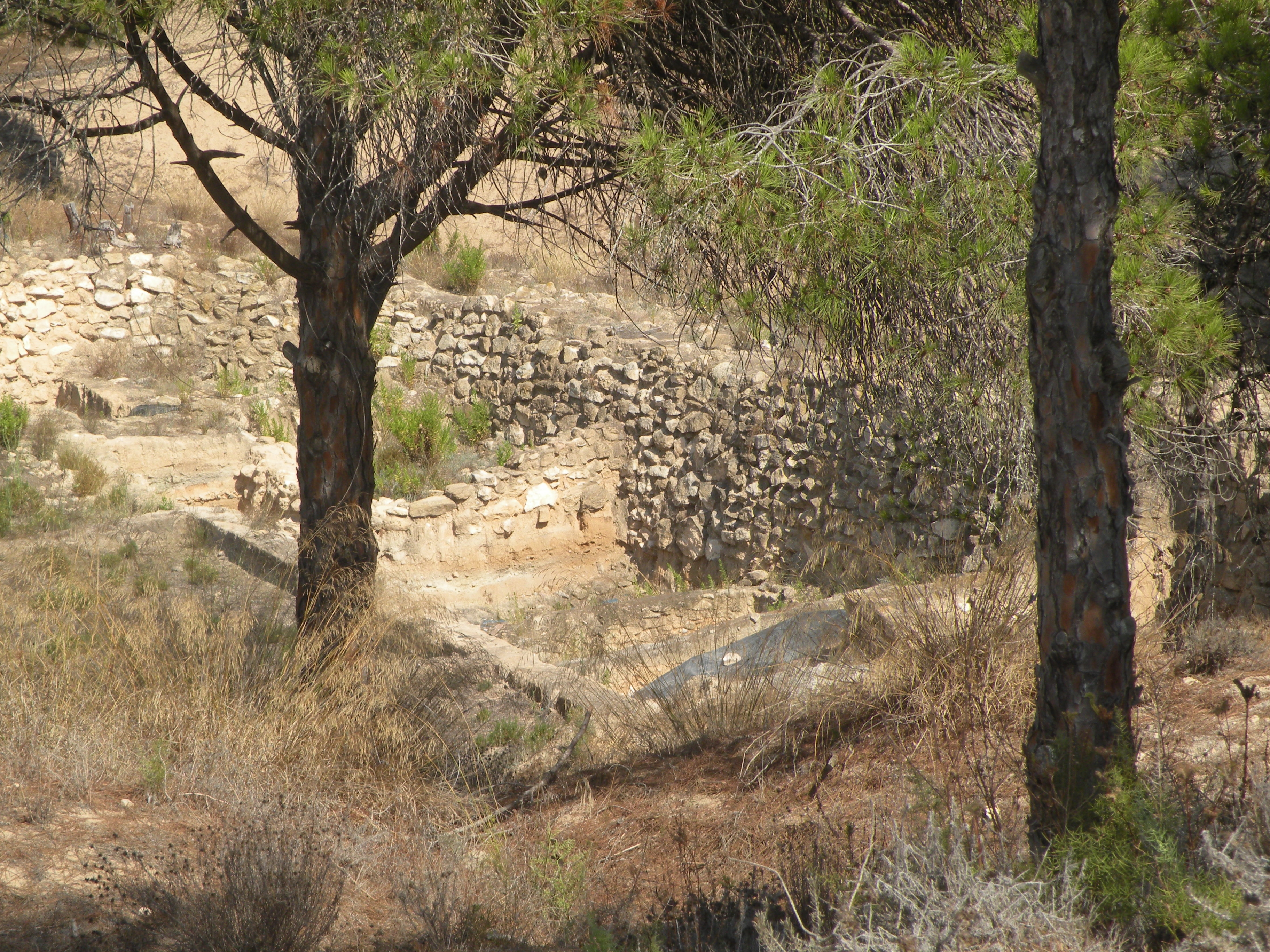
Ciutat fenícia de La Fonteta, segles VIII a VI aC, una de les poblacions fenícies més ben conservades del món occidental

Els primers indicis de poblaments s'han trobat al Cabeçó Soler i són de l'edat del bronze. De l'edat del ferro data el jaciment arqueològic més important del terme i dels més importants del món fenici a la Mediterrània occidental, la ciutat fenícia de la Fonteta. Es tracta d'un enclavament colonial, de caràcter comercial i residencial, establert a poc més d'un quilòmetre al nord de Guardamar, a les Dunes, amb una cronologia que s'estén del segle viii aC al segle vi aC. Les aportacions d'aquest jaciment al coneixement de la història del primer mil·lenni aC han estat cabdals per comprendre l'expansió colonial fenícia a la Mediterrània occidental i la seva interacció amb el món indígena, que marcà l'inici del període orientalitzant en aquesta zona de la península Ibèrica i comportà el naixement de la cultura ibèrica de l'edat del ferro. Antigament s'havia volgut identificar Guardamar amb la població d'Alone, a l'actualitat definitivament identificada amb la Vila Joiosa.
Del VI al II aC van ser els ibers els que deixaren la seva petjada al Cabeçó Lucero, on es va trobar la dama de Guardamar; L'Oral, L'Escuera, i un santuari en la part alta del castell, amb moltes troballes d'escultura i ceràmica; el pas dels romans, entre el segle ii aC i el segle viii dC no ha deixat gaire records; els andalusins l'anomenaren Almodòvar, fortificaren la població i fundaren, l'any 944, una ràbita que és considerada la més antiga de la península Ibèrica i un dels monuments islàmics més antics del món, la Ràbita Califal de les Dunes.

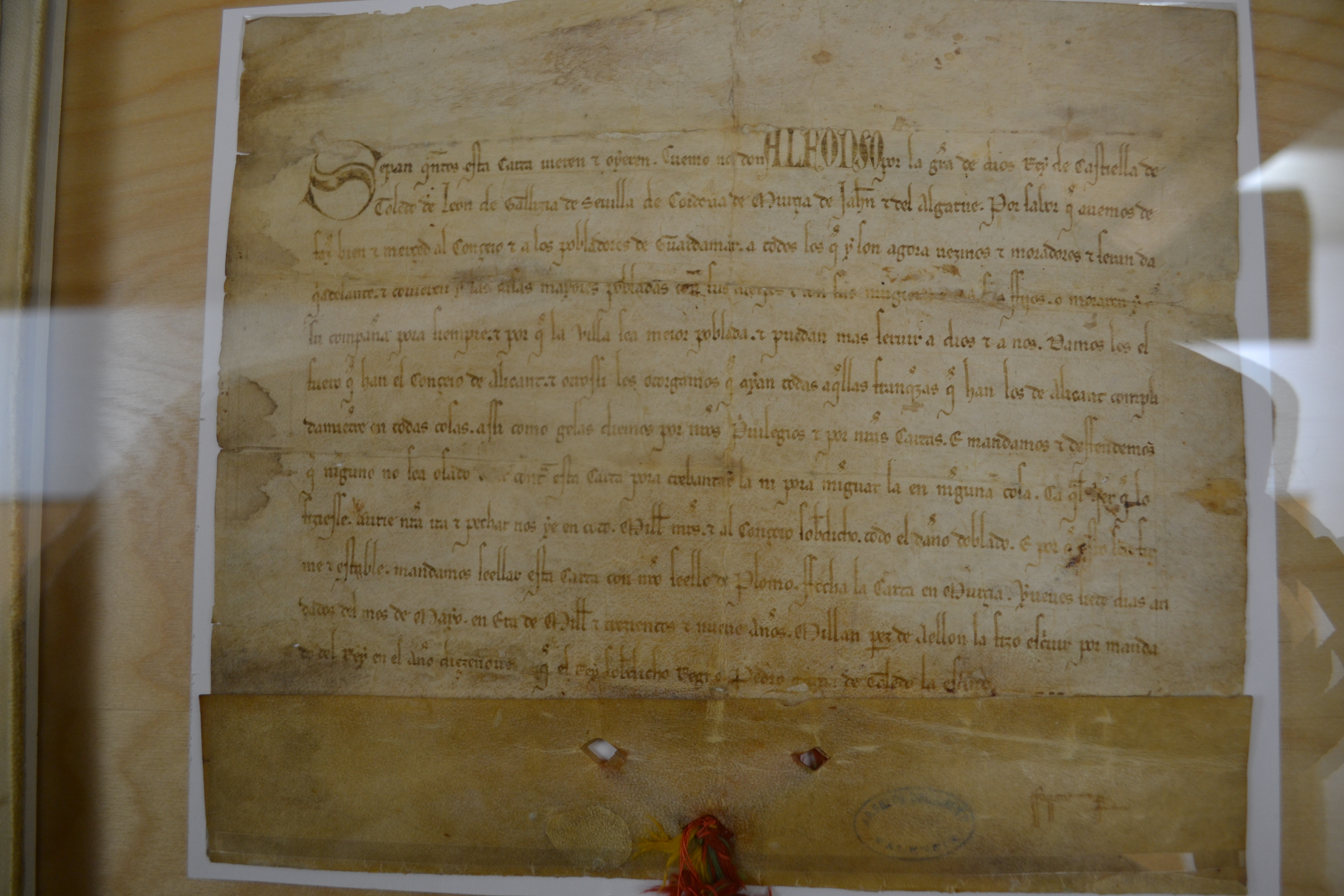
Fur de Guardamar del Segura (1271)

El rei En Jaume I efectuà la seua conquesta el 1264 per al seu gendre Alfons X de Castella, el qual el 1271 fundà la vila independent de Guardamar al Fur d'Alacant, repoblada amb catalans, convivint amb els andalusins que s'hi quedaren. El 1296 Jaume el Just fa incursions per incorporar-la a la Corona d'Aragó, cosa que s'esdevé el 1305 mitjançant els pactes de Torrelles en què Guardamar passa a ser vila reial del Regne de València amb vot a les Corts valencianes; en la incursió efectuada pels granadins el 1331, l'objectiu de la qual consistia d'atacar Oriola, saquejaren la població i se n'emportaren 1.200 captius.
Simone Boccanegra, que va pujar al poder de la República de Gènova després de la Guerra venecianogenovesa, es va aliar amb el Regne de Castella per atacar la corona d'Aragó, aliada dels venecians. L'estol de dotze galeres del Regne de Castella, comandades per Pere el Cruel i sis galeres de la República de Gènova, comandades per Egidi Boccanegra es presentà davant de Guardamar, emparant-se de la ciutat, però el castell de Guardamar del Segura, defensat per Bernat de Cruïlles, restà en mans dels catalans. Un temporal destruí la flota invasora, i Pere el Cruel hagué de retirar-se per terra. L'any següent, els castellans aconseguiren prendre Guardamar, en una expedició que emprengué amb la intenció de destruir el poder marítim català, amb el suport del Regne de Granada, la República de Gènova i el Regne de Portugal, que fracassà en el seu intent de prendre València, Barcelona i Eivissa. Pere el Cerimoniós li llevà al municipi la condició de vila reial, i la seua autonomia, en càstig a la seua feble oposició a les tropes castellanes i passà a ser des d'aquell moment una aldea d'Oriola; la nova situació deixà Guardamar en una posició marginal i procliu a ser objecte de corsaris, roders i contrabandistes, circumstància que el rei intentà pal·liar amb una repoblació morisca, que va fracassar.
El 1400, Martí I l'Humà li concedirà carta pobla, la qual, unida a l'augment del terreny cultivable, va provocar un creixement important de la població; el 1558, per defensar la vila dels atacs barbarescs, va ser reforçada la muralla; el 1692, després de nombrosos plets amb Oriola i el pagament d'una abundant suma, Carles II d'Aragó rehabilita al municipi el títol de vila reial i la representació en les corts; en la Guerra de Successió va prendre partit pel pretendent Borbó i va sofrir l'atac i el saqueig dels austracistes.
]]

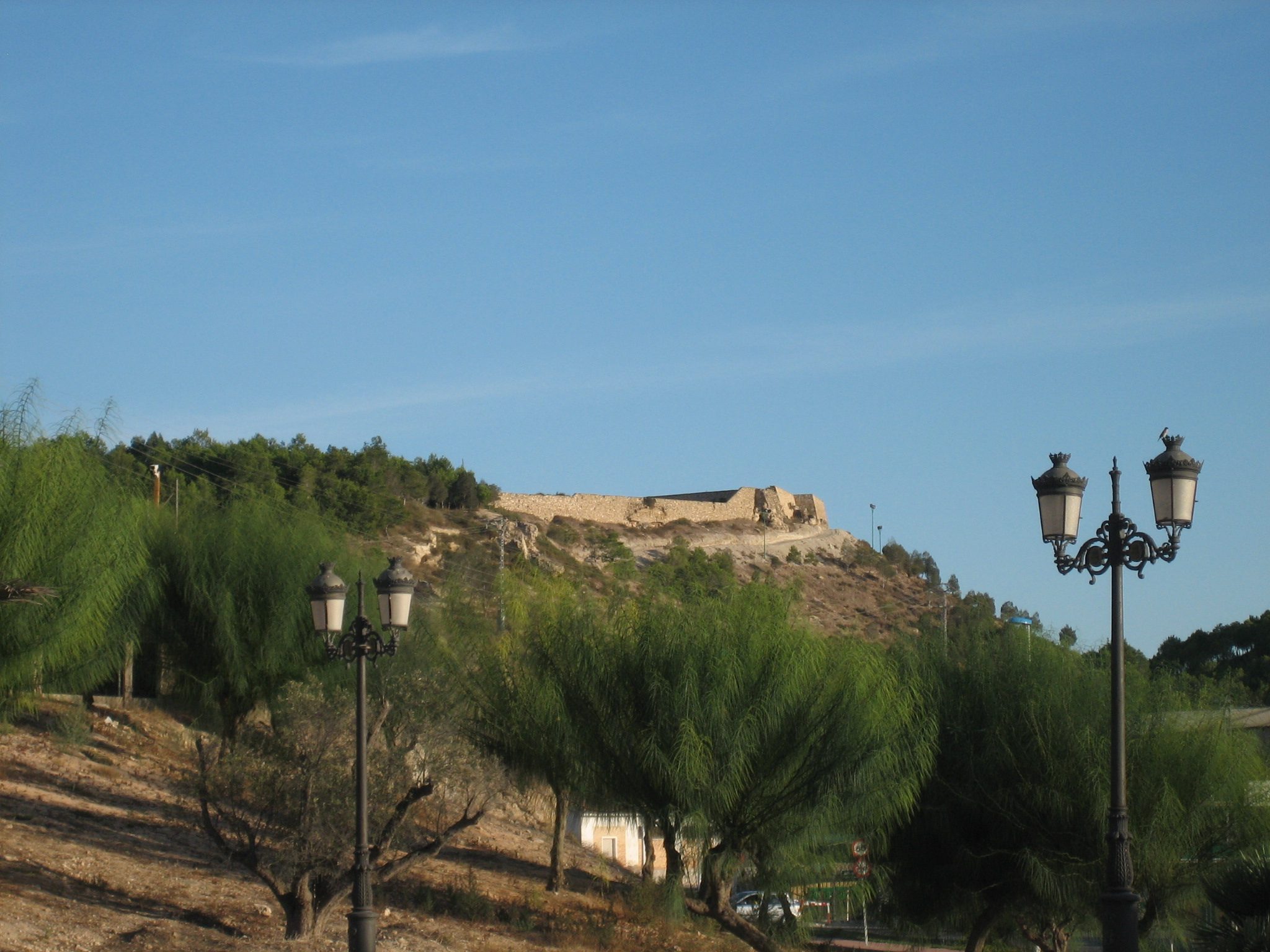
El castell de Guardamar del Segura vist des del Segura

El segle xviii és un segle de creixement basat en l'agricultura. El cardenal Belluga va comprar 13.000 tafulles del terme de Guardamar per al seu projecte de les Pies Fundacions. El 1770 es va segregar del terme guardamarenc el llogaret de Rojals per constituir-se en municipi independent. A començaments del xix un petit grup de liberals va desembarcar-hi, va ocupar la vila i va proclamar la Constitució de 1812. El 1829 un important terratrèmol causa diversos morts; deixà sense sostre més de tres mil persones i va destruir la vila medieval, la qual cosa obligà a planificar un nou centre urbà amb el concepte de l'època d'illes de cases formades per carrers rectes i perpendiculars entre si i a la plana litoral i no pas a la zona tradicional del castell, que va ser utilitzat com a pedrera per a les noves cases.
El 1923 Alfons XIII visita la vila per inaugurar la Companyia de Regs de Llevant, de què era principal accionista, que augmentaria la superfície regada del terme municipal; la dècada dels cinquanta saluda els primers barbotejos del turisme que, amb el pas dels anys, s'ha convertit en el principal motor de creixement urbà i demogràfic, ja que, des d'aleshores, és contínua l'arribada d'immigrants.

## Etnologia

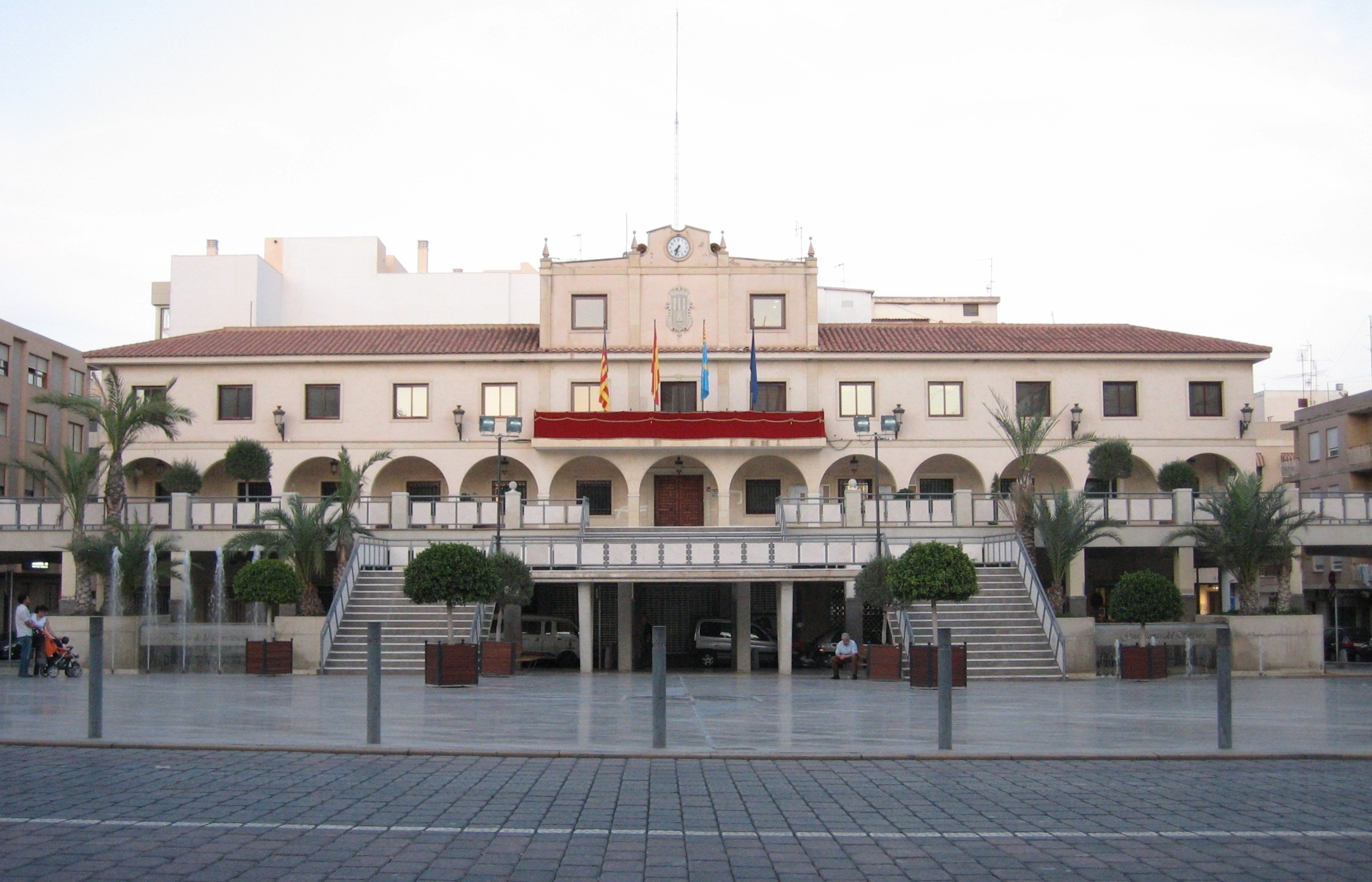
Ajuntament de Guardamar

"De Salses a Guardamar i de Fraga a Maó" és una dita que s'utilitza habitualment per a remarcar les quatre fites de la llengua catalana i que indica que Guardamar és el punt més meridional on es parla aquesta llengua.
Després d'un període d'abandó lingüístic intern entre 1955-85, Guardamar assisteix a una represa lingüística del català a partir de mitjan anys 80 entre la població autòctona, com passa a la major part de ciutats mitjanes i petites del País Valencià. L'entrebanc més gran és la seva situació fronterera i el fet de ser l'únic municipi catalanoparlant dintre d'una comarca que va perdre l'ús popular del català als segles XVII-XVIII, començant per la capital Oriola, amb repoblaments intensos des de la Múrcia veïna a partir de mitjan segle xvii. Així i tot, la represa de la llengua catalana és liderada a Guardamar per les generacions més joves, instruïdes i més dinàmiques.
Així, la consciència dels nous guardamarencs de pertànyer a una realitat social —o, més aviat, a una comunitat lingüística independent— és alta i, tot s'ha de dir, va en augment. Des que s'ha instaurat la democràcia en 1978, el creixement de la simpatia envers la llengua, i els actes culturals en aquesta llengua han augmentat considerablement. Una prova d'això és l'eixida del Correllengua des de Guardamar. La plaça Jaume II (que commemora els punts cardinals del català), amb el monument a la Llengua Catalana, el canvi dels noms dels carrers, l'augment al cens de noms valencians i, és clar, l'escola en valencià, que educa els alumnes amb el valencià com a llengua vertebral, també en són símptomes.
Hi ha dues associacions a Guardamar que tracten aquest tema amb una èmfasi particular. D'una banda hi ha l'Associació Cultural La Gola, que defensa la normalització de la llengua i la seva institucionalització en l'administració, tot respectant i fent valer l'actual llei lingüística aprovada pel Consell de la Generalitat Valenciana. El català és també emprat per l'Institut d'Estudis Guardamarencs, creat el 2010, i per diverses associacions que fan teatre o cultura popular en aquesta llengua.

## Llengua
El català de Guardamar és un català de frontera que conserva arcaismes que han desaparegut dels parlars valencians de més al nord -sovint es retroben a Catalunya, les Balears o en altres zones marginals de la llengua- al costat de castellanismes no compartits que tenen sovint la seva continuïtat en l'oriolà i en el murcià veí, el qual té també un substrat català molt fort. Així i tot, es tracta d'un català molt ferm pel que fa al seu sistema fonològic en boca dels seus parlants més tradicionals. El català de Guardamar és una continuïtat del català que es parlava a l'antiga Governació d'Oriola i que té la seva unitat popular més absoluta en els parlars veïns del Baix Vinalopó, encara que la major part d'aquestes característiques arriben fins a la línia històrica de Biar-Busot que separava l'antiga Governació d'Oriola de la resta del Regne de València, la qual cosa va crear una subvarietat de la llengua catalana amb lleugeres diferències lèxiques, fraseològiques i morfosintàctiques amb els parlars valencians centrals, que els uns i els altres aprecien clarament.
En el cens de 1991, un 41,8% de la població de Guardamar del Segura sabia parlar valencià i només el 20,5% de la població era capaç de llegir-lo.
La varietat dialectal que es parla és el català occidental i, dins aquest bloc, el subdialecte alacantí anomenat localment com "valencià de Guardamar" o "guardamarenc".

## Política i govern

### Composició de la Corporació Municipal
El Ple de l'Ajuntament està format per 17 regidors. En les eleccions municipals de 26 de maig de 2019 n'obtingueren: 11 el Partit Socialista del País Valencià-PSOE (PSPV), 4 el Partit Popular (PP), 1 Ciutadans - Partit de la Ciutadania (Cs) i 1 Esquerra Unida-Seguim Endavant (EUPV).
| Eleccions municipals de 26 de maig de 2019 - Guardamar del Segura                                                          |                                          |                                     |                                     |        |          |          |
| Candidatura | Candidatura                              | Candidatura                         | Cap de llista                       | Vots   | Vots     | Regidors |
| | Partit Socialista del País Valencià-PSOE |                                     | José Luis Sáez Pastor               | 3.674  | 59,33%   | 11 (+4)  |
| | Partit Popular                           |                                     | Irene Vázquez Rastoll               | 1.464  | 23,64%   | 4 (-4)   |
| | Ciutadans - Partit de la Ciutadania      |                                     | Sara Aragonés Sánchez               | 525    | 8,48%    | 1 (+1)   |
| | Esquerra Unida-Seguim Endavant           |                                     | Guzmán Fernández García             | 453    | 7,32%    | 1 ()     |
| | Altres candidatures                      |                                     |                                     |        |          | 0 ( -1)  |
| | Vots en blanc                            |                                     |                                     | 76     | 1,23%    |          |
| Total vots vàlids i regidors                                                                                               | Total vots vàlids i regidors             | Total vots vàlids i regidors        | Total vots vàlids i regidors        | 6.192  | 100 %    | 17       |
| | Vots nuls                                | Vots nuls                           | Vots nuls                           | 101    | 1,63%    |          |
| Participació (vots vàlids més nuls)                                                                                        | Participació (vots vàlids més nuls)      | Participació (vots vàlids més nuls) | Participació (vots vàlids més nuls) | 6.293  | 66,12%** |          |
| Abstenció | Abstenció                                | Abstenció                           | Abstenció                           | 3.225* | 33,88%** |          |
| Total cens electoral | Total cens electoral                     | Total cens electoral                | Total cens electoral                | 9.518* | 100 %**  |          |
| Alcalde: José Luis Sáez Pastor (PSPV) (15/06/2019) Per majoria absoluta dels vots dels regidors (11 vots de PSPV)          |                                          |                                     |                                     |        |          |          |
| Fonts: JEC, JEZ Elx, M. Interior, Periòdic Ara. (* No són vots sinó electors. ** Percentatge respecte del cens electoral.) |                                          |                                     |                                     |        |          |          |

### Alcaldes
Des de 2015 l'alcalde de Guardamar del Segura és José Luis Sáez Pastor del Partit Socialista del País Valencià-PSOE.
| Període                       | Alcalde o alcaldessa       | Partit polític | Data de possessió | Observacions |
| ----------------------------- | -------------------------- | -------------- | ----------------- | ------------ |
| 1979–1983                     | Manuel Senent Pérez        | UCD            | 19/04/1979        | --           |
| 1983–1987                     | Manuel Aldeguer Sánchez    | PSPV-PSOE      | 28/05/1983        | --           |
| 1987–1991                     | Manuel Aldeguer Sánchez    | PSPV-PSOE      | 30/06/1987        | --           |
| 1991–1995                     | Manuel Aldeguer Sánchez    | PSPV-PSOE      | 15/06/1991        | --           |
| 1995–1999                     | Francisco García Gómez     | PP             | 17/06/1995        | --           |
| 1999–2003                     | Francisco García Gómez     | PP             | 03/07/1999        | --           |
| 2003–2007                     | María Elena Albentosa Ruso | PSPV-PSOE      | 14/06/2003        | --           |
| 2007–2011                     | María Elena Albentosa Ruso | PSPV-PSOE      | 16/06/2007        | --           |
| 2011–2015                     | Carmen Verdú García        | PP             | 11/06/2011        | --           |
| 2015–2019                     | José Luis Sáez Pastor      | PSPV-PSOE      | 13/06/2015        | --           |
| 2019-2023                     | José Luis Sáez Pastor      | PSPV-PSOE      | 15/06/2019        | --           |
| Des de 2023                   | n/d                        | n/d            | 17/06/2023        | --           |
| Fonts: Generalitat Valenciana |                            |                |                   |              |

## Demografia
Guardamar presenta un fort creixement demogràfic des dels anys 80, i arriba als 15.132 habitants segons el cens de l'INE de 2007. Un 36,1% dels seus habitants és de nacionalitat estrangera, principalment procedents d'altres països del continent europeu.
| Població | 2.696 | 2.549 | 2.862 | 2.898 | 3.067 | 4.016 | 4.703 | 4.704 | 4.586 | 4.715 | 5.708 | 7.513 | 9.944 | 14.261 | 15.132 |

## Recursos naturals

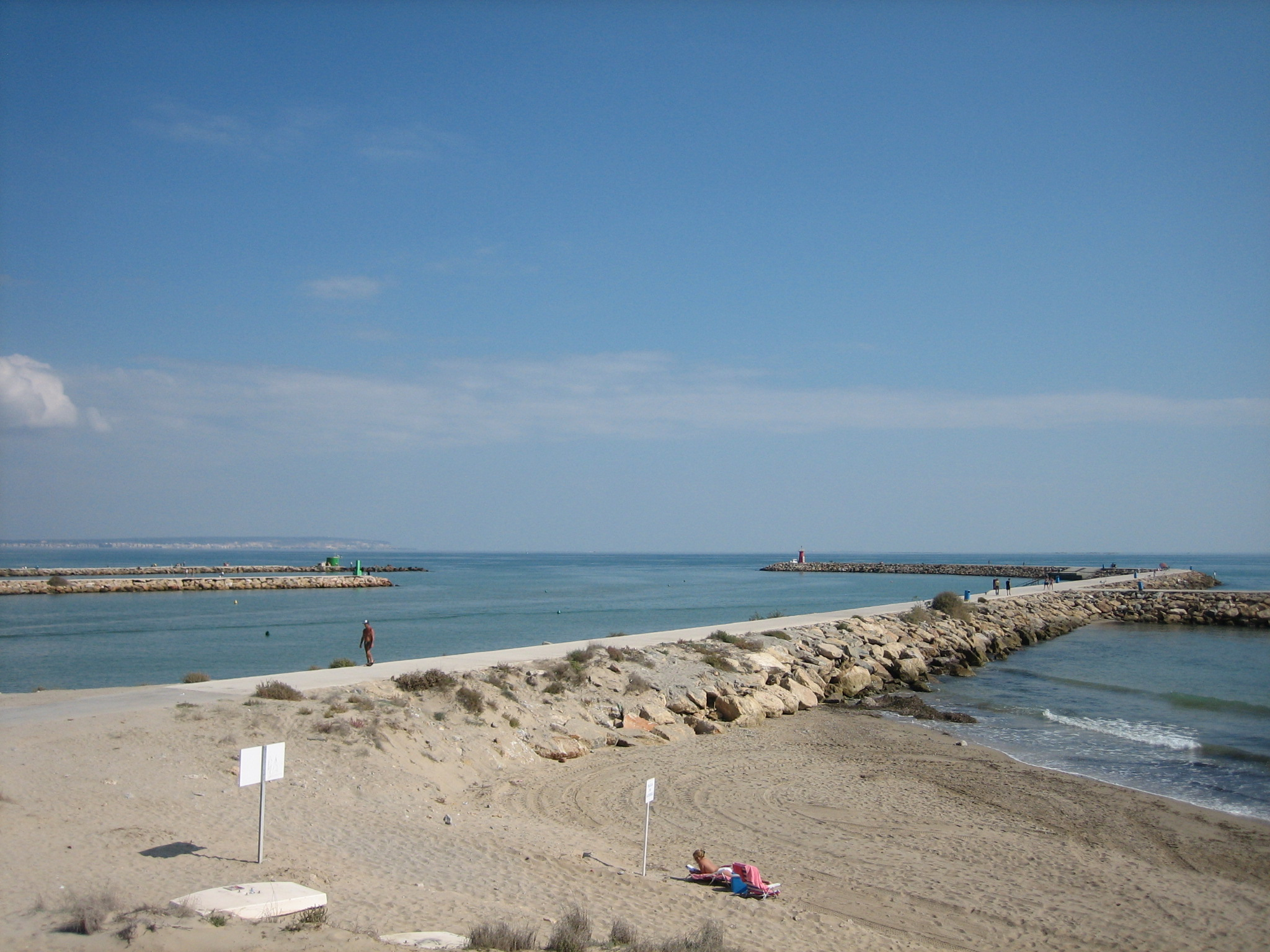
La Gola

La geografia guardamarenca està íntimament lligada al riu Segura. Aquest riu, eix unificador de tota la comarca, arriba a Guardamar amb un curs sinuós, fent capritxosos meandres. Des de les riuades dels anys 80 s'ha executat un pla per evitar les inundacions, que ha modificat el paisatge tradicional del curs baix del Segura.
Anys de desforestació de les muntanyes del sistema penibètic han influït en l'erosió de les àrees majoritàriament calcàries que el riu Segura solca. Aquests sediments dipositats durant segles han creat el cordó dunar de Guardamar. Les dunes de Guardamar i Elx es van formar per les sorres a la platja arrossegades per les onades del mar que, posteriorment, el vent introduïa terra endins formant grans monticles que, a la fi del segle xix, amenaçaven de sepultar la població. Aquest espai va ser reforestat a finals del segle xix a causa del perill que era per a la població després de la reconstrucció planificada pels danys que va causar el terratrèmol de 1829. La reforestació va ser un procés antròpic de reconcepció del paisatge, que va portar un immens esforç als ciutadans guardamarencs, així com un llarg període d'adequació i cura. La reforestació artificial començà l'any 1900 i finalitzà en els anys 30, i ha donat lloc a l'actual massa forestal consolidada al costat de la mar. També s'hi conserva un viver i diverses edificacions forestals de l'època.
Aquest espai forestal té 800 hectàrees d'extensió i al seu origen va ser un conjunt de dunes d'arena mòbils, que van ser fixades mitjançant la plantació de diverses espècies vegetals com ara pins, palmeres, xiprers, eucaliptus, a més de diverses plantes resistents a la sequera com les dents de lleó o les piteres, un projecte iniciat l'any 1900, dirigit per l'enginyer de muntanyes Francisco Mira i Botella.
L'Horta de Guardamar situada a la ribera del Segura és un dels recursos naturals de què també gaudeix el poble. Els conreus tradicionals són el cotó, la carxofa, i la reconeguda nyora de la Denominació d'Origen Guardamar.
A Guardamar també hi ha diferents turons que donen forma a l'horitzó guardamarenc. El punt més alt és el mont del Moncaio, del mateix nom que el pic més alt d'Aragó; punt simbòlic com indret més meridional on es parla valencià, a més és el lloc on es localitza la torre dels Americans, una base de control de ràdio de la Mediterrània creada per l'exèrcit nord-americà responent als Plans Marshall de militarització i logística americana a Europa occidental. Actualment és una eina bèl·lica obsoleta a causa de l'avenç en comunicació per satèl·lit, però tot i així continua sent un referent de la fesomia de Guardamar, així com un símbol distingible a la distància. Altres turons són el mont de la Pipa, on es va instal·lar una bomba que treia aigua del Segura i que va permetre els conreus de regadiu al Camp de Guardamar; o el mont de Les Raboses, nom derivat de la població endèmica de guineus que al poble, així com en altres indrets de parla catalana, s'anomenen raboses; ara s'hi ubica el camp de futbol Les Raboses, domicili de l'Alone FC.

## Les platges[16]

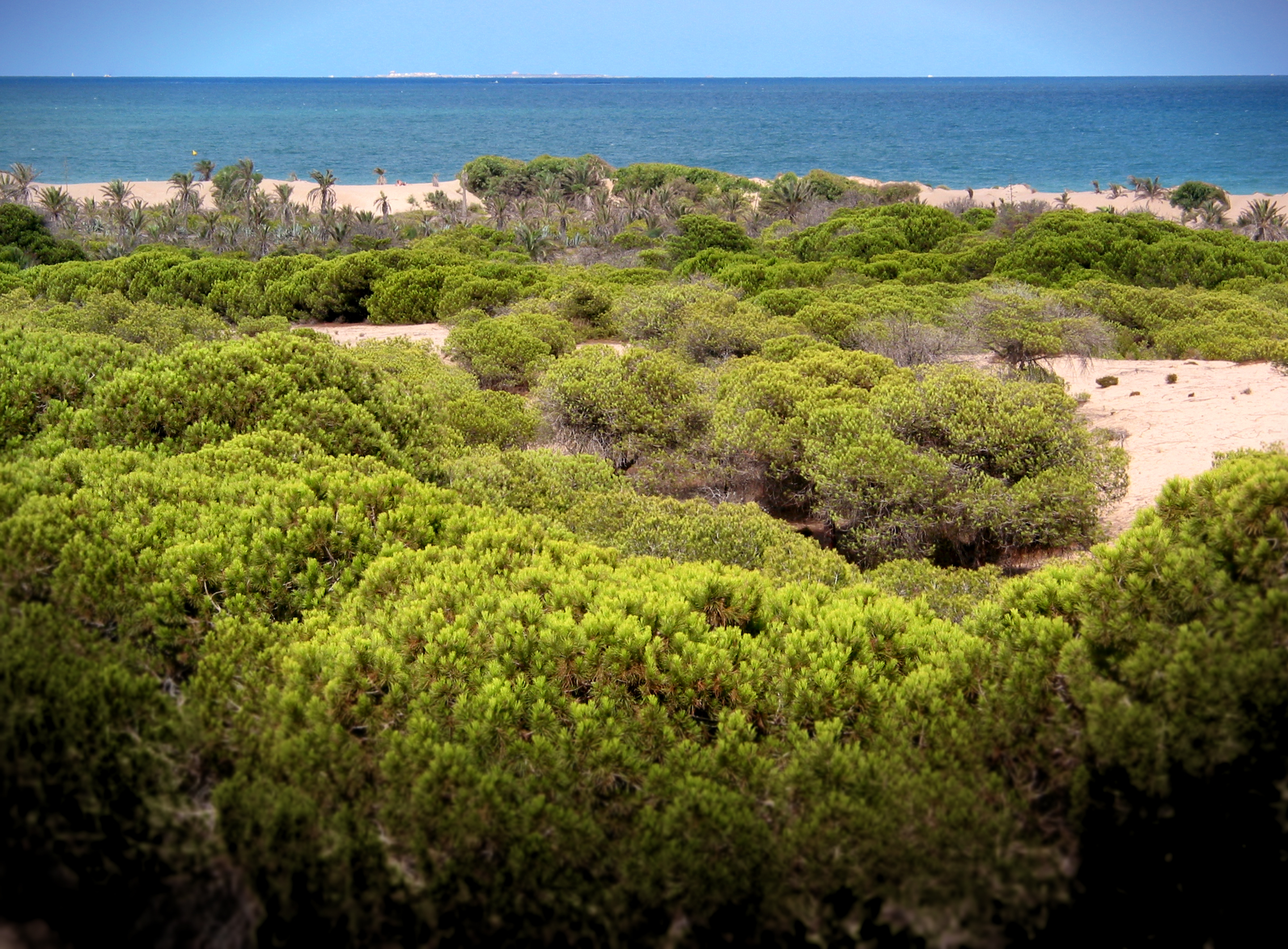
Les dunes

Les platges de Guardamar venen determinades per un extens parc litoral de més de 800 hectàrees de dunes cobertes de pins, eucaliptus i palmeres que impedeixen l'avanç de les sorres que voregen els seus 11 km de platges d'arena fina. De nord a sud, la costa guardamarenca comença amb dues platges naturals (els Tossals i els Vivers), separades per la desembocadura del riu Segura. A la desembocadura se situa també una moderna marina esportiva. Altres platges són Babilònia, platja Centre, platja La Roqueta, platja el Moncaio, platja del Camp, i finalment afrontant amb Torrevella platja Les Ortigues. Guardamar sempre ha disposat de banderes blaves per l'extraordinària neteja i qualitat de les aigües i sorres que conformen les platges, fet que fa que molts turistes de la veïna Torrevella o Rojals vinguin a Guardamar a gaudir de les seues platges davant la impossibilitat de fer-ho a Torrevella, ja que allà també hi ha platges, però la majoria sense sorra.

## Monuments
- La Ràpita califal de les Dunes.
- Factoria romana i Ràpita islàmica de la platja del Moncaio.
- Ciutat fenícia de La Fonteta. Segles VIII a VI aC. Una de les ciutats fenícies més ben conservades del món occidental.
- Fortificació fenícia del tossal xicotet. Segles VIII i VII aC. Petit nucli murallat.
- Castell de Guardamar del Segura i muralles. Desapareguts pel terratrèmol de 1829, s'estan fent excavacions on s'han trobat restes de diferents civilitzacions i s'ha rehabilitat una part del castell.
- Assut i molí de Sant Antoni. Molí fariner de tracció hidràulica del segle xiv, remodelat en el xviii i en el xx.
- Canal i comportes de Regs de Llevant
- Casa Forestal de l'Enginyer. Alberga l'Oficina de Turisme i la Casa Museu de dos guardamarencs il·lustres, el doctor Francisco Ribera i l'enginyer Francisco Mira.
- Pont de ferro. Va substituir en els anys vint del segle passat un de més antic de planta barroca.
- Sénia del riu Sec. Restaurada, adorna un espai públic.
- Església parroquial de l'apòstol Sant Jaume. Neoclàssica, obra de Larramendi, de 1845. Conserva alguna obra d'art rescatada de l'antiga i enrunada pel terratrèmol.
- Ermita vella del Camp. De 1907.
- Museu Arqueològic, Etnològic i Paleontològic. Amb bona mostra de les excavacions fetes en la zona.
- Torreta de Guardamar.

## Esports
Guardamar ama els esports, és un lloc idoni per practicar tota mena d'esports, des de la pesca, al surf de vela, passant per totes les variants d'esport tradicional.
L'equip de futbol fundat a la dècada dels 50 és l'Alone FC, que actualment milita en la tercera divisió espanyola. L'equip de bàsquet Guardamar BC va ser fundat als anys 70. Si hi ha un club esportiu reeixit a la població és el Frontenis Club Guardamar, i menció especial mereix el desaparegut Club Femení d'Handbol Guardamar, que va portar el nom de la localitat a la màxima competició de l'estat espanyol. També són destacables les competicions de camp a través que regularment se celebren a les dunes i pineda de la localitat.
Els esports tradicionals a Guardamar són la colombicultura, les competicions de coloms. I l'ornitologia esportiva, un particular esport on s'avaluen i puntuen els cants dels pardalets, habitualment caderneres i canaris. Ambdós esports tenen una forta empremta àrab.

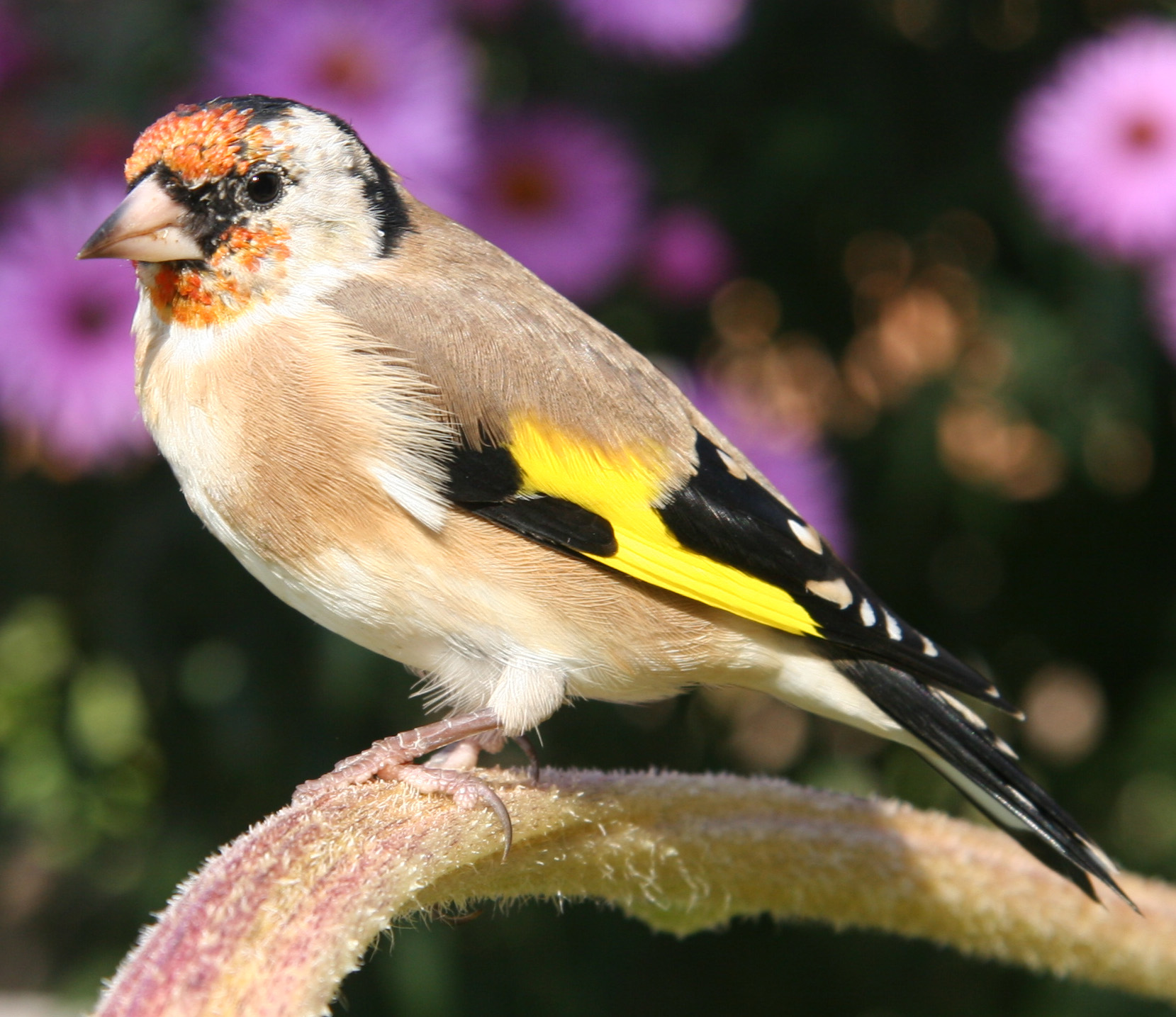
Cadernera, cagarnera en dialecte guardamarenc

## Cultura i tradicions
El Nadal comença amb l'arribada a la població del gegant Menjabollos, un personatge mític de la població, que des de la seva cabana en la pineda acudeix a visitar els nens, i acaba amb el dia dels Reis d'Orient, precedit per la cavalcada del vespre. És possible que aquesta història —recentment creada del no res per l'equip de govern actual— siga una simbiosi entre un ciutadà del Camp de Guardamar que patia gegantisme —a qui, de fet, li deien el Menjabollos— més un altre personatge de Guardamar, el Margarito, que aparegué als anys 80, d'estètica hippy, i que residia en una cabana a la pineda.
La festa per excel·lència és sense cap dubte els Moros i cristians, si bé cal prendre's la seva "historicitat" amb reserves, car no fa més de 25 anys que hi té lloc aquest esdeveniment. Són unes festes en honor del patró local, sant Jaume. Expliquen una invasió patida per la població, on un personatge de dubtosa existència anomenat el moro Traïdor venia l'exèrcit musulmà en benefici dels cristians. Aquesta història podria tenir un antecedent en la invasió liberal a càrrec dels germans Bazán. Una festa actualment institucionalitzada, però que sempre ha tingut un marcat caire popular, ha estat les Fogueres de Sant Joan, festa d'origen pagà i d'extensió mediterrània.
Les celebracions més lligades a la història del poble són les religioses. La més important és la Setmana Santa. Les bandes de cornetes i tambors de la localitat són conegudes a la resta del territori estatal per la qualitat de les seves interpretacions; en destaquen notablement Nostre Senyor del Monte, La Flagel·lació i El Natzarè, amb una menció especial per a la confraria dels pescadors del Crist de la Bona Mort o Sepulcre. Una altra festa arrelada popularment són les Festes en Honor de la Mare de Déu del Roser, patrona municipal. El Camp de Guardamar també gaudeix de les seves festes patronals particulars.
Guardamar acull des de fa anys el Curs Internacional d'Estiu "Els Joves i Europa", una trobada de cultures on joves d'arreu del món intercanvien cultures i coneixements.

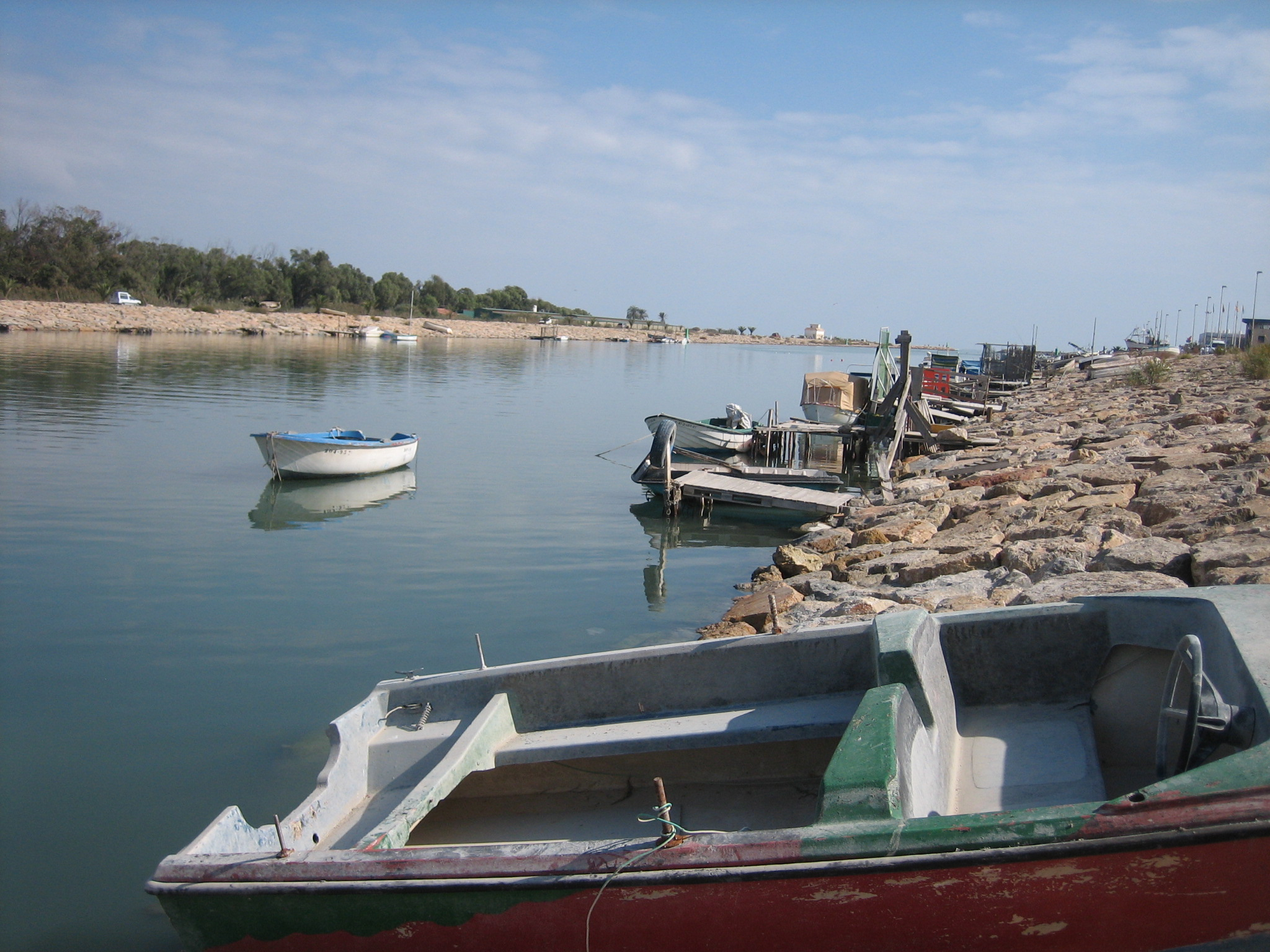
Moll dels Pescadors

## Gastronomia
Basada en la cuina mediterrània i amb ingredients propis del terreny, com ara el peix i els vegetals com la nyora, la gastronomia guardamarenca dona l'oportunitat de tastar calderetes, arrossos, especialment el fet amb conill, l'hortolà, o l'arròs amb bacallà, o el putxero (tupí) amb pilotes de Nadal. Típiques de la zona són les salaons de peix, com la moixama o el bonítol sec.
En el terreny dels dolços, són molt tradicionals els d'origen àrab com els mantecats (mantegades) o els murcianets, així com les tonyes de merenga i les almoixàvenes.